# Кэри, Люшиус, 6-й виконт Фолкленд
Люшиус Генри Кэри, 6-й виконт Фолкленд (англ. Lucius Henry Cary, 6th Viscount Falkland; 27 августа 1687 — 31 декабря 1730) — шотландский пэр и якобит.

## Биография
Родился 27 августа 1687 года. Единственный сын Эдварда Кэри (1656—1692) из Калдикота, Монмутшир, и его жены Энн, старшей дочери Чарльза Лукаса, 2-го барона Лукаса. Внук поэта, достопочтенного Патрика Кэри (ок. 1623—1657), и Сьюзан Уведейл (? — 1658), правнук Генри Кэри, 1-го виконта Фолкленда.
24 мая 1694 года после смерти своего троюродного брата, Энтони Кэри, 5-го виконта Фолкленда (1656—1694), не оставившего после себя мужских потомков, Люшиус Кэри унаследовал титулы 6-го виконта Фолкленда и Фолкленда, графство Файф (Пэрство Шотландии) и 6-го лорда Кэри (Пэрство Шотландии).
Виконт Фолкленд служил под началом генерала Джеймса Стэнхоупа в Испании, но после смерти королевы Анны стал якобитом. Он стал агентом Старого Претендента по приказу Артура Диллона, графа Диллона.
Виконт Фолкленд был отправлен в Англию в июле 1722 года, чтобы прозондировать английских лидеров якобитов в связи с заговором Аттербери. Вернувшись ко двору Претендента в Риме, он получил титул графа Фолкленда в якобитском пэрстве в качестве награды. Примерно в это же время он, по-видимому, также был покровителем Джеймса Огилви, который подготовил первый английский перевод «Гражданской истории Неаполитанского королевства» Пьетро Джанноне. После своего возвращения из Англии виконт Фолкленд проживал при якобитском дворе в Сен-Жермен-ан-Ле.

## Личная жизнь
Виконт Фолкленд был дважды женат. 5 октября 1704 года в Чизике, Мидлсекс, он женился первым браком на Дороти Молинье (? — 26 июня 1722), дочери Фрэнсиса Молинье. Дети от первого брака:
- Люшиус Чарльз Кэри, 7-й виконт Фолкленд (ок. 1707 — 27 февраля 1785), старший сын и преемник отца.
- Генерал-лейтенант Достопочтенный Джордж Кэри (? — 11 апреля 1792), женился на Изабелле, дочери Артура Ингрэма[2]
- Достопочтенный Лик Кэри (? — 20 марта 1729/1730), умер в Кадисе
- Достопочтенный Генри Джон Кэри (крещен 21 января 1716/1717)
- Достопочтенная Фрэнсис Кэри (крещена 12 января 1718/1719 — похоронена 14 января 1718/1719)
- Достопочтенная Дороти Кэри (? — 9 февраля 1719/1720).

Вторым браком Люшиус Кэри во Франции женился на Лоре Диллон (1708 — 12 июля 1741), дочери генерал-лейтенанта Артура Диллона, графа Диллона, и Кристины Шелдон. Дети от второго брака:
- Достопочтенная Люси Кэри (ок. 1728 — 7 февраля 1804), вышла замуж за генерал-лейтенанта Чарльза Эдварда де Рота (1710—1766), командира ирландского полка на французской службе.

Виконт Фолкленд скончался в Париже в 1730 году в возрасте 43 лет и был похоронен в церкви Сен-Сюльпис. Ему наследовал его старший сын Лушиус.